# Archidiecezja nannińska
Archidiecezja nannińska (łac. Archidioecesis Nannimensis, chiń. 天主教南宁总教区) – rzymskokatolicka archidiecezja ze stolicą w Nanningu, w Regionie Autonomicznym Kuangsi-Czuang w Chińskiej Republice Ludowej.
W diecezji służy 30 sióstr zakonnych.

## Sufraganie archidiecezji nannińskiej
Sufraganiami archidiecezji nannińskiej są diecezje:
- Wuzhou.

## Historia
6 sierpnia 1875 z mocy decyzji Piusa IX, wyrażonej w brewe Simul ac, erygowano prefekturę apostolską Kuangsi. Dotychczas wierni z tych terenów należeli do wikariatu apostolskiego Guangdong - Kuangsi (obecnie archidiecezja kantońska).
6 czerwca 1914 prefektura apostolska została podniesiona do godności wikariatu apostolskiego.
16 lutego 1922 wikariat utracił część terytorium na rzecz nowo powstałej prefektury apostolskiej Nanlong (obecnie diecezja Nanlong).
3 grudnia 1924 zmieniono nazwę na wikariat apostolski Nanningu.
30 czerwca 1930 z wikariatu wydzielono misje "sui iuris" Wuzhou (obecnie diecezja Wuzhou).
W wyniku reorganizacji chińskich struktur kościelnych dokonanych przez Piusa XII bullą Quotidie Nos, 11 kwietnia 1946 wikariat apostolski Nanningu podniesiono do godności archidiecezji i stolicy metropolii.
Z 1950 pochodzą ostatnie pełne, oficjalne kościelne statystyki. Archidiecezja nannińska liczyła wtedy:
- 7584 wiernych (0,1% społeczeństwa)
- 26 księży (wszyscy diecezjalni)
- 24 braci zakonnych

Od zwycięstwa komunistów w chińskiej wojnie domowej w 1949 archidiecezja, podobnie jak cały prześladowany Kościół katolicki w Chinach, nie może normalnie działać.
W 1984 Joseph Meng Ziwen, pochodzący z archidiecezji duchowny Kościoła podziemnego, został potajemnie wyświęcony na biskupa i mianowany ordynariuszem Nanningu. Akt ten dokonano w jedności ze Stolicą Świętą. Nigdy nie został jednak uznany przez chiński rząd. Dlatego abp Meng Ziwen nie używał tytulatury biskupiej, aby uniknąć zatargów z władzami. Abp Joseph Meng Ziwen zmarł w 2007 przeżywszy 103 lata, w tym 20 w obozach pracy.
W 2002 chińskie władze połączyły w jedną diecezję wszystkie kościelne jednostki w Regionie Autonomicznym Kuangsi-Czuang. Diecezja ta została nazwana Kuangsi. W jej skład włączono:
- archidiecezję nannińską
- diecezję Wuzhou (metropolia nannińska)
- diecezję Beihai (metropolia kantońska)
- prefekturę apostolską Guilin (zależna bezpośrednio od Stolicy Apostolskiej).

Zostało to dokonane bez mandatu Stolicy Świętej, więc z kościelnego punktu widzenia scalenie to było nielegalne.
W 2003 Patriotyczne Stowarzyszenie Katolików Chińskich w porozumieniu z władzami państwowymi mianowało biskupem Kuangsi Josepha Tan Yanquana - dotychczasowego biskupa Wuzhou. Papież zatwierdził jego wybór, lecz aż do śmierci poprzednika Kościół powszechny oficjalnie uważał go za koadiutora abp. Meng Ziwena. Od 2007 Kościół uznaje abp. Tan Yanquana za pełnoprawnego ordynariusza archidiecezji nannińskiej, jednak nie uznaje stworzonego przez władze świeckie tytułu biskupa Kuangsi.

## Ordynariusze nannińscy
Obecnie arcybiskupem metropolitom nannińskim jest Joseph Tan Yanquan. Jest on uważany za legalnego biskupa zarówno przez Stolicę Apostolską jak i przez rząd ChRL.
W archidiecezji obecnie nie ma biskupów pomocniczych.